# 南太奫
南太奫（1998年3月23日—），韩国男子射击运动员，2018年世界射击锦标赛男子10米气步枪团体铜牌得主、2019年世界大运会混合团体10米气步枪银牌得主、2019年亚洲射击锦标赛男子10米气步枪团体银牌得主。